# آخرین بازمانده از ما، قسمت ۲
آخرین بازمانده از ما قسمت ۲ (به انگلیسی: The Last of Us Part II) یک بازی اکشن-ماجراجویی محصول ۲۰۲۰ است که توسط ناتی داگ ساخته و به‌وسیلهٔ سونی اینتراکتیو انترتینمنت عرضه شده است. داستان این بازی چهار سال پس از اتفاقات آخرین بازمانده از ما (۲۰۱۳) رخ می‌دهد و بر دو شخصیت قابل بازی در ایالات متحده پسا-آخرالزمانی تمرکز دارد که زندگی‌هایشان به هم گره می‌خورد: الی، که برای انتقام از یک قتل راهی می‌شود، و ابی، یک سرباز که در درگیری میان نیروی شبه‌نظامی خود و یک فرقه مذهبی دخیل می‌شود. بازی از دید سوم شخص استفاده می‌کند؛ بازیکن باید با دشمنان انسانی و موجودات زامبی‌مانند به‌وسیلهٔ سلاح‌های گرم، سلاح‌های بداهه و مخفی‌کاری مبارزه کند.
بازی برای اولین بار در ۱۳ دسامبر ۲۰۱۶ و در طی رویداد سالانه پلی‌استیشن اکسپیرینس، به صورت یک تریلر و به عنوان قسمت دوم و دنبالهٔ بازی آخرین بازمانده از ما (۲۰۱۳) رونمایی شد.
در پی تأخیر چندباره که بخشی از آن به دلیل دنیاگیری کووید-۱۹ بود، این بازی در ژوئن ۲۰۲۰ برای پلی‌استیشن ۴ منتشر شد. نسخه بازسازی‌شده در ژانویه ۲۰۲۴ برای پلی‌استیشن ۵ و در آوریل ۲۰۲۵ برای ویندوز منتشر شد. قسمت دوم به‌خاطر گیم‌پلی، طراحی صدا، موسیقی، بازیگری، شخصیت‌ها و وفاداری بصری تحسین شد، اما منتقدان در زمینهٔ روایت و مضامین آن اختلاف نظر داشتند. بحث‌ها خصومت‌آمیز شد و بازی در متاکریتیک هدف حملات نقدی بی‌رحمانه قرار گرفت، به‌طوری‌که برخی از بازیکنان از داستان و شخصیت‌ها انتقاد کردند. قسمت دوم یکی از پرفروش‌ترین بازی‌های پلی‌استیشن ۴ است، و بیش از چهار میلیون نسخه در اولین هفته عرضه و بیش از ده میلیون نسخه تا سال ۲۰۲۲ فروش داشت. این بازی بیش از ۳۲۰ جایزه بازی سال دریافت کرد و جوایز متعدد دیگری از مراسم‌های اعطای جوایز و نشریات گیمینگ به دست آورد.

## روند بازی
آخرین بازمانده از ما قسمت ۲ یک بازی در سبک اکشن ماجراجویی تیراندازی سوم شخص می‌باشد و بازیکنان در این بازی هدایت دختری به نام الی را به‌دست می‌گیرند. به نسبت قسمت ۱ این بازی دارای روند بازی تکامل یافته تری است اما با این حال روند بازی قسمت ۲ همانند قسمت ۱ است.
داستان بازی حدوداً چهار سال پس از نسخه اول اتفاق می‌افتد. جوئل و اِلی به شهر تازه تأسیس جکسون آمده و آنجا زندگی می‌کنند. در این قسمت بازیکن کنترل شخصیت اِلی، از نسخهٔ اصلی که اکنون ۱۹ ساله شده و به دنبال انتقام است، را به عهده خواهد گرفت، که با یک فرقه مرموز در ایالات متحده به سبک پسا-آخرالزمانی درگیر جنگ می‌شود. این بازی در تاریخ ۱۹ ژوئن ۲۰۲۰ (۳۰ خرداد ۱۳۹۹)، به صورت انحصاری برای کنسول پلی‌استیشن ۴ منتشر شد.
بازی مانند نسخه اول دارای روندی خطی و غیر جهان باز است. به این معنی که بازیکن فقط در روندی که توسط سازنده تعبیه شده است توانایی حرکت دارد.
دشمنان درون بازی به‌طور کلی به سه دسته ولف‌ها (Washington Liberation Front)، سرافایت‌ها (Seraphites) و افراد آلوده تقسیم می‌شود. سرافایت‌ها که با عنوان اسکارز (Scars) نیز شناخته می‌شوند، گروه مذهبی بودند که بنیان‌گذار آن‌ها زنی بود که این عفونت را مجازات گناهان خود بشریت برای داشتن زندگی ماشینی می‌خواند و خود را فرصتی برای اصلاح آن. او همچنین جنگجوی سرسختی بود و به دلیل موعظه‌های کاریزماتیکش متحدان زیادی پیدا کرد. با گذشت زمان آن زن رهبر آن‌ها شد به او لقب پیامبر دادند.
ولف‌ها هم در زمان شیوع، با بیرون کردن ارتش از سیاتل کنترل این منطقه رو به مدت ۱۵ سال به دست گرفتند و ک کم به بیگانه هراسی روی آوردند. برای همین سرافایت‌ها با فکر اینکه الی یک ولف است، و ولف‌ها با تفکر اینکه الی یک غریبه است با الی به صورت خصمانه‌ای برخورد می‌کنند.
تعداد و مکانی که دشمنان در آن حضور دارند کاملاً ثابت و از قبل تعیین شده هستند، اسلحه‌ها در این بازی توسط بازیکن جمع‌آوری می‌شوند یعنی بازیکنان در این بازی تنها مشروط به داشتن دو یا سه اسلحه نیستند و می‌توانند در مجموع شش اسلحه که در این بازی وجود دارد را به‌طور همزمان با خود حمل کنند در ابتدای بازی الی یک تفنگ دستی و یک رمینگتون مدل ۷۰۰ دارد ۴ سلاح دیگر بازی در مکان‌های مشخصی از بازی وجود دارند و بازیکنان با کاوش در محیط بازی باید آن هارا پیدا کنند و همچنین با پیدا کردن میزکار در محیط بازی بازیکنان قادر خواهند بود تا سلاح‌هایشان را ارتقا دهند، علاوه بر ارتقا اسلحه بازیکنان با پیدا کردن کپسول‌های دارویی قادر خواهند بود تا قدرت‌ها و مهارت‌های الی و همچنین قدرت دیگر سلاح‌ها از جمله مولوتوف و مین و.. را افزایش دهند، نحوه ارتقا سلاح‌های فرعی و نحوه ارتقا قدرت‌ها و مهارت‌های الی در این بازی با یکدیگر ادغام شده‌اند و کتابچه‌های راهنما در این بازی به عنوان یک کلید برای در دسترس قرار گرفتن آیتم‌های بیشتر برای ارتقا عمل می‌کنند.

## داستان بازی
داستان بازی در سبک پسا-آخرالزمانی است و در سال ۲۰۳۸ میلادی و در زمانی روایت می‌شود که نوعی قارچ انگلی و مرموزی در ایالات متحده شایع می‌شود که با تحت کنترل گرفتن مغز انسان‌ها و تغذیه از بدن آن‌ها آنان را تبدیل به موجودات غیرقابل کنترل می‌کند.
در این عنوان حدود چهار سال از وقایع بخش اول می‌گذرد، الی اکنون یک دختر نوزده ساله است که در شهر تازه تأسیس شده جکسون همراه با جوئل شخصی که برای الی مانند یک پدر می‌ماند، و دینا دوست دخترش زندگی می‌کند.
اما روزهای خوش زندگی الی زمانی به پایان می‌رسد که گروهی از افراد به رهبری دختری به نام ابی با هدف کشتن جوئل به جکسون آمده و در نهایت آن‌ها جوئل را ربوده و جوئل توسط ابی به قتل می‌رسد.
الی که نمی‌تواند با مردن جوئل کنار بیاید متوجه می‌شود آن افراد عضو گروهی به نام ولف ساکن در سیاتل هستند، الی همراه با دینا به سیاتل می‌رود تا از ابی انتقام بگیرد…

## افشای زود هنگام داستان بازی
تنها چند هفته باقی مانده به انتشار رسمی بازی، شخصی ناشناس طی یک اقدام، قسمت‌هایی اساسی از داستان بازی آخرین بازمانده از ما قسمت ۲ را در قالب ویدیوهایی با کیفیت در دسترس عموم کاربران فضای مجازی قرار داد. ویدیوهای جدید لو رفته، چند کات سین بازی، بخش‌هایی گسترده و دیده نشده از گیم پلی آن و منوی اصلی اثر را به نمایش می‌گذاشتند و شامل اسپویل‌های داستانی بزرگ و جدی بود و با وجود تلاش‌های ناتی داگو سونی برای حذف این ویدیوها برخی از آنها هنوز هم در شبکه‌های اجتماعی موجود هستند.
نیل دراکمن، کارگردان بازی، در مستند ساخت بازی آخرین بازمانده از ما قسمت دوم اعلام کرد که این افشا توسط یک بازیگر جوان انجام شده بود که امیدوار بود این اقدام باعث شود بازی به سرعتتر منتشر شود. این افشا باعث ایجاد انتقادات مختلفی از سوی طرفداران شد، اما بازی همچنان با تحسین بسیاری از منتقدان و طرفداران مواجه شد و موفق شد جوایز بسیاری دریافت کند.
استودیو ناتی داگ بعد از روشن شدن تاریخ انتشار بازی خود، یک بیانه جدید را در توییتر منتشر کرد:
می‌دانیم که روزهای اخیر برایتان شدیداً سخت بوده است. این روزها برای ما هم سخت گذشت. انتشار و به اشتراک گذاشتن صحنه‌هایی از بازی آن هم قبل از عرضهٔ رسمی، واقعاً ناامیدکننده است. تمام تلاش خود را بکنید تا بازی برایتان اسپویل نشود و از شما خواهش می‌کنیم که آن را برای بقیه اسپویل نکنید. آخرین بازمانده از ما قسمت ۲ به زودی در دسترس قرار خواهد گرفت. به مواردی که این روزها از این بازی دیدید یا درباره‌اش شنیدید گوش نکنید؛ نسخهٔ نهایی بازی قطعاً ارزش انتظار کشیدن را دارد.

## انتشار
بازی که قرار بود در تاریخ میلادی ۱۹ ژوئن ۲۰۲۰ (۳۰ خرداد ۱۳۹۹)، برای کنسول پلی‌استیشن ۴ به صورت انحصاری منتشر شود. به دلیل دنیاگیری کووید-۱۹ تا تاریخ نامعلومی تأخیر خورد، اما بعد از پخش شدن فیلمی که بخش مهمی از داستان بازی را لو می‌داد، سونی اینتراکتیو انترتینمنت تاریخ انتشار بازی را ۱۹ ژوئن ۲۰۲۰ اعلام کرد.
برطبق اعلام سونی این بازی در پنج نسخهٔ استاندارد(Standard)، مجلل(Deluxe)، الی(Ellie)، مخصوص(Special) و گردآور(Collector's) منتشر می‌شود. هر نسخه با توجه به عرضه محصولات مرتبط با محتوا و همچنین اقلام درون و برون برنامه‌ای آن قیمت بندی می‌شود.
| نسخه‌های بازی   | عرضه بازی کامل  | محتوای دیجیتالی | محتوای فیزیکی | قیمت        |
| -------------- | --------------- | --- | --- | ----------- |
| نسخه استاندارد | دیجیتالی/فیزیکی | - دفترچه راهنمای ساخت تجهیزات - قابلیت ارتقای ظرفیت مهمات - آواتار اختصاصی بازی | — | ۵۹٫۹۹ دلار  |
| نسخه مجلل      | دیجیتالی        | - دفترچه راهنمای ساخت تجهیزات - قابلیت ارتقای ظرفیت مهمات - آواتار اختصاصی بازی - ۶ آواتار اضافه - تم متحرک پلی‌استیشن ۴ - موسیقی‌های بازی دیجیتالی - آرت‌بوک دیجیتالی محصول شرکت دارک هورس | — | ۶۹٫۹۹ دلار  |
| نسخه مخصوص     | فیزیکی          | - دفترچه راهنمای ساخت تجهیزات - قابلیت ارتقای ظرفیت مهمات - آواتار اختصاصی بازی - ۶ آواتار اضافه - تم متحرک پلی‌استیشن ۴ - موسیقی‌های بازی دیجیتالی                                        | - استیل بوک - آرت ورک ۴۸ صفحه‌ای | ۷۹٫۹۹ دلار  |
| نسخه گردآور    | فیزیکی          | - دفترچه راهنمای ساخت تجهیزات - قابلیت ارتقای ظرفیت مهمات - آواتار اختصاصی بازی - ۶ آواتار اضافه - تم متحرک پلی‌استیشن ۴ - موسیقی‌های بازی دیجیتالی - آرت‌بوک دیجیتالی محصول شرکت دارک هورس | - استیل بوک - آرت ورک ۴۸ صفحه‌ای - مجسمه ۳۰ سانتیمتری از شخصیت الی - دستبند شخصیت الی با ابعاد واقعی - ۶ عدد پیکسل با طرح‌های مختلف - پنج استیکر - تصویر هنری درون قابی به‌همراه نامهٔ قدردانی از هواداران | ۱۶۹٫۹۹ دلار |
| نسخه الی       | فیزیکی          | - دفترچه راهنمای ساخت تجهیزات - قابلیت ارتقای ظرفیت مهمات - آواتار اختصاصی بازی - ۶ آواتار اضافه - تم متحرک پلی‌استیشن ۴ - موسیقی‌های بازی دیجیتالی - آرت‌بوک دیجیتالی محصول شرکت دارک هورس | - یک کوله‌پشتی الی با ابعاد واقعی - یک پیکسل مخصوص با طرح برجسته - صفحهٔ موسیقی پلاستیکی هفت اینچی شامل آهنگ‌های بازی - استیل بوک - آرت ورک ۴۸ صفحه‌ای - مجسمه ۳۰ سانتیمتری از شخصیت الی - دستبند شخصیت الی با ابعاد واقعی - ۶ عدد پیکسل با طرح‌های مختلف - پنج استیکر - تصویر هنری درون قابی به‌همراه نامهٔ قدردانی از هواداران | ۲۲۹٫۹۹ دلار |

## نسخه ریمیستر شده
ناتی داگ و پلی‌ستیشن در صفحه ایکس خود در تاریخ ۱۸ نوامبر ۲۰۲۳ از نسخه ریمیستر شده این بازی رونمایی کردند، این نسخه که در تاریخ ۱۹ ژانویه ۲۰۲۴ (معادل ۲۹ دی ۱۴۰۲) برای کنسول پلی‌استیشن ۵ منتشر شد. تعدادی از ویژگی‌های جدید آن عبارتند از:
سه مرحله جدید تحت عنوان مراحل گم شده «مراحل تکمیل نشده نسخه اصلی»
گرافیک بهبود یافته «اجرا در دو حالت فیدلیتی و پرفورمنس»
استفاده از قابلیت‌های خاص کنترلر دوال سنس
امکان انتخاب لباس برای الی و ابی
حالت روگ‌لایک جدید بقا محور با امکان تغییر کاراکتر برای بازی در این حالت
حالت گیتار زدن آزاد به عنوان الی، جوئل و گوستاوو سانتائولایا و توانایی‌های برای تغییر گیتارها و حالات آن

## بازتاب‌ها
| گردآورنده | امتیاز |
| --------- | ------ |
| متاکریتیک | ۹۳/۱۰۰ |

| ناشر         | امتیاز      |
| ------------ | ----------- |
| دستراکتید    | ۸٫۵/۱۰      |
| گیم اینفورمر | ۱۰/۱۰       |
| گیم رولیشن   | 3.5/5 ستاره |
| گیم‌اسپات     | ۸/۱۰        |
| گیمز ریدار+  | 5/5 ستاره   |
| آی‌جی‌ان       | ۱۰/۱۰       |
| پوش اسکوئر   | ۱۰/۱۰       |
| یواس‌گیمر     | 4.5/5 ستاره |
| ونچربیت      | ۹۵/۱۰۰      |
| وی‌جی۲۴۷      | 5/5 ستاره   |

آخرین بازمانده از ما قسمت ۲ بر طبق بازبینی جمعی وبگاه متاکریتیک به‌طور کلی با واکنش‌های بسیار مثبتی از سوی منتقدان همراه بود و با میانگین امتیاز ۹۳ از ۱۰۰ بر اساس ۱۲۱ نقد قرار دارد. بازی برای روند بازی بهبود یافته، ثبات گرافیکی، شخصیت پردازی، عملکرد تیم بازیگری، طراحی صدا و موسیقی مورد تحسین قرار گرفت، اما منتقدان نسبت به روایت داستان و مضامین آن انتقاداتی داشتند. این ششمین بازی دارای بالاترین امتیاز برای کنسول پلی‌استیشن ۴ پس از عناوین شرکت راک‌استار گیمز شامل رد دد ریدمپشن ۲ و اتومبیل‌دزدی بزرگ ۵، و بازی‌هایی همچون پرسونا ۵ رویال، آخرین بازمانده از ما بازسازی شده، و خدای جنگ به‌شمار می‌رود.
جاناتان دورنبش از وبگاه آی‌جی‌ان بازی را ستود و آن را یک شاهکار برشمرد که از نظر گیم‌پلی، داستان‌سرایی سینمایی و جهان غنی، یک نسخه تکامل یافته برای آخرین بازمانده از ما به حساب می‌آید و به آن امتیاز کامل ۱۰ از ۱۰ را تقدیم کرد. اندی مک‌نامارا از گیم اینفورمر آن را بهترین روایت بازی که تا کنون بازی کرده‌ام برشمرد و آخرین بازمانده از ما قسمت ۲ محصولی است که با هر پیچش داستانی خود، مرا از درون دگرگون کرده است. کالی پلگ از وبگاه گیم‌اسپات بازی را «زیبا و ویرانگر» خواند و نوشت «هرچه بیشتر دربارهٔ بازی تأمل کنم، بیشتر از داستان و شخصیت‌های اصلی آن قدردانی می‌کنم».

### جوایز
| تاریخ          | جایزه             | طبقه‌بندی             | نتیجه | منابع  |
| -------------- | ----------------- | -------------------- | ----- | ------ |
| ۱۷ نوامبر ۲۰۱۷ | جایزه اهرمک طلایی | پرطرفدارترین بازی    | برنده | [ ۱۲ ] |
| ۷ دسامبر ۲۰۱۷  | جوایز بازی        | مورد انتظارترین بازی | برنده | [ ۱۳ ] |
| ۲ ژوئیه ۲۰۱۸   | جوایز منقدین بازی | تقدیر ویژه از گرافیک | برنده | [ ۱۴ ] |
| ۲ ژوئیه ۲۰۱۸   | جوایز منقدین بازی | تقدیر ویژه از صدا    | برنده | [ ۱۴ ] |
| ۱۶ نوامبر ۲۰۱۸ | جایزه اهرمک طلایی | پرطرفدارترین بازی    | برنده |        |

آخرین بازمانده از ما قسمت دوم با دریافت ۳۲۶ جایزه «بازی سال»، پس از الدن رینگ پرافتخارترین بازی تاریخ است.

## میراث
منتقدان اتفاق‌نظر داشتند که آخرین بازمانده از ما، قسمت ۲ یکی از بهترین بازی‌های نسل هشتم کنسول‌های بازی بوده و پایانی قدرتمند برای ورود به نسل نهم محسوب می‌شود. در بررسی داخلی مایکروسافت، رقیب سونی، که در پروندهٔ حقوقی اپیک گیمز علیه اپل در سال ۲۰۲۱ منتشر شد، این بازی «استاندارد جدیدی را برای آنچه که باید در نسل جدید کنسول‌ها انتظار داشته باشیم» تعیین کرده است. بسیاری از رسانه‌ها این بازی را یکی از بهترین بازی‌های تاریخ دانسته‌اند و برخی آن را از نظر روایت داستانی، یکی از بهترین‌ها نامیده‌اند.
در آوریل ۲۰۲۱، دراکمن و گراس طرح کلی داستانی را برای ادامهٔ قسمت دوم نوشتند، اما اشاره کردند که این پروژه در حال توسعه نیست. بعدها، دراکمن توضیح داد که این داستان کوتاه دربارهٔ تامی است و یک دنبالهٔ کامل برای قسمت دوم محسوب نمی‌شود. او معتقد بود که این داستان در نهایت منتشر خواهد شد، شاید به‌صورت بازی یا سریال تلویزیونی. در سال ۲۰۲۳، دراکمن اعلام کرد که ایده‌ای برای قسمت سوم اصلی این مجموعه دارد که از نظر مفهومی با دو بازی اول هماهنگ است و اظهار داشت که «احتمالاً یک فصل دیگر برای این داستان باقی مانده است». با این حال، در مارس ۲۰۲۵، او هشدار داد که نباید روی ادامهٔ آخرین بازمانده از ما حساب کرد، زیرا ممکن است سریال تلویزیونی پایان کار این مجموعه باشد.